# Lasius magnus
Lasius magnus är en myrart som beskrevs av Seifert 1992. Lasius magnus ingår i släktet Lasius och familjen myror. Inga underarter finns listade i Catalogue of Life.